# Das Leben des Jesus
Das Leben des Jesus ist ein 2002 beim Carl Ueberreuter Verlag erschienener Comic des österreichischen Karikaturisten Gerhard Haderer. Das Buch, das humoristisch Jesu Leben von Geburt bis Himmelfahrt unter dem Einfluss von Weihrauch verfolgt und besonderes Augenmerk auf das Verhalten der Jünger legt, sorgte bei der Veröffentlichung in Österreich für heftige Proteste. Vertreter von Kirche und Politik wandten sich öffentlich gegen das Werk, das in der Folge ein Bestseller wurde und in zahlreichen weiteren Ländern erschien. In Österreich und der Tschechischen Republik wurde Haderer für sein Buch angezeigt. In Griechenland wurde er für Das Leben des Jesus zu einer sechsmonatigem Haftstrafe wegen Blasphemie verurteilt, in der Berufungsverhandlung jedoch freigesprochen. Die Kontroverse um das Buch sorgte nicht nur für Diskussionen über die Freiheit der Kunst (Artikel 17a StGG), sondern auch über den damals neuen EU-Haftbefehl, der zu der Zeit vor allem in Deutschland umstritten war.

## Handlung
Jesu Geburt wird mit dem Durchtrennen der Nabelschnur eingeführt. Durch das Schreien des Kindes werden die Heiligen Drei Könige auf den Stall aufmerksam und lassen ihre Gaben, die eigentlich für den Messias bestimmt waren, da. Der Weihrauch übt dabei auf das Kleinkind besonderen Zauber aus, beruhigt es und sorgt für einen hellen Heiligenschein um seine Stirn, der bald die Gegend beleuchtet. Die Einwohner der Stadt nehmen dies als Wunder wahr. Die Wirkung des Weihrauchs macht sich Vater Josef zunutze und lässt Jesus als Nachtbeleuchtung in seiner Werkstatt sitzen. Bei den Kindern macht sich Jesus ebenfalls beliebt, da sie – wenn er am Weihrauch geschnuppert hat – durch sein Strahlen selbst das Spiel Himmel und Hölle bei Nacht ermöglicht. Bald sammelt Jesus elf Jünger um sich („Elf plus ein Ersatzmann, also zwölf insgesamt.“).
Jesus „heilt“ einige Zeit später durch sein Weihrauchstrahlen die Tochter eines reichen Mannes, die in ihrem dunklen Zimmer zuvor große Koordinierungsprobleme hatte. Die Jünger lassen sich das Wunder bezahlen und erhalten doppelt so viel wie angeboten, als sie auf Jesu Peace-Zeichen verweisen. Jesus vollbringt weitere Wunder, „geht“ per Treibholz-Surfbrett über das Wasser und heilt einen vermeintlich blinden Schneider, indem er ihm seine Sonnenbrille abnimmt. Stets lassen sich die Jünger seine Taten gut bezahlen.
Den Streit um einen einzigen Fisch bei hungriger Menschenmenge löst Jesus unabsichtlich am Meeresufer sitzend, da sein Heiligenschein die Mannschaft eines vollbeladenen Fischerboots an einen Leuchtturm denken lässt. Die Jünger, die immer dicker werden, eröffnen eine Weinkellerei, als Jesus Wasser zu Wein zu verwandeln beginnt. Beim Abendmahl prassen die Jünger, während Jesus glücklich im Weihrauchnebel versinkt. Die Rechnung für das Mahl wird ihm erlassen, als er dem Wirt fässerweise Wasser in Wein verwandelt. Am nächsten Morgen ist er von der Geschäftemacherei der Jünger gelangweilt und legt sich mit ausgestreckten Armen unter einen Olivenbaum. Die Jünger vermarkten die Pose umgehend, sodass Jesus, von Weihrauch bestärkt, schließlich angeekelt in den Himmel auffährt. Hier ist er schließlich sehr entspannt, da die Wolke, auf der er liegt, aus reinstem Weihrauch ist.
Die letzte Seite des Buches verweist darauf, dass Weihrauch wie Haschisch Tetrahydrocannabinol enthält.

## Bild- und Textanalyse

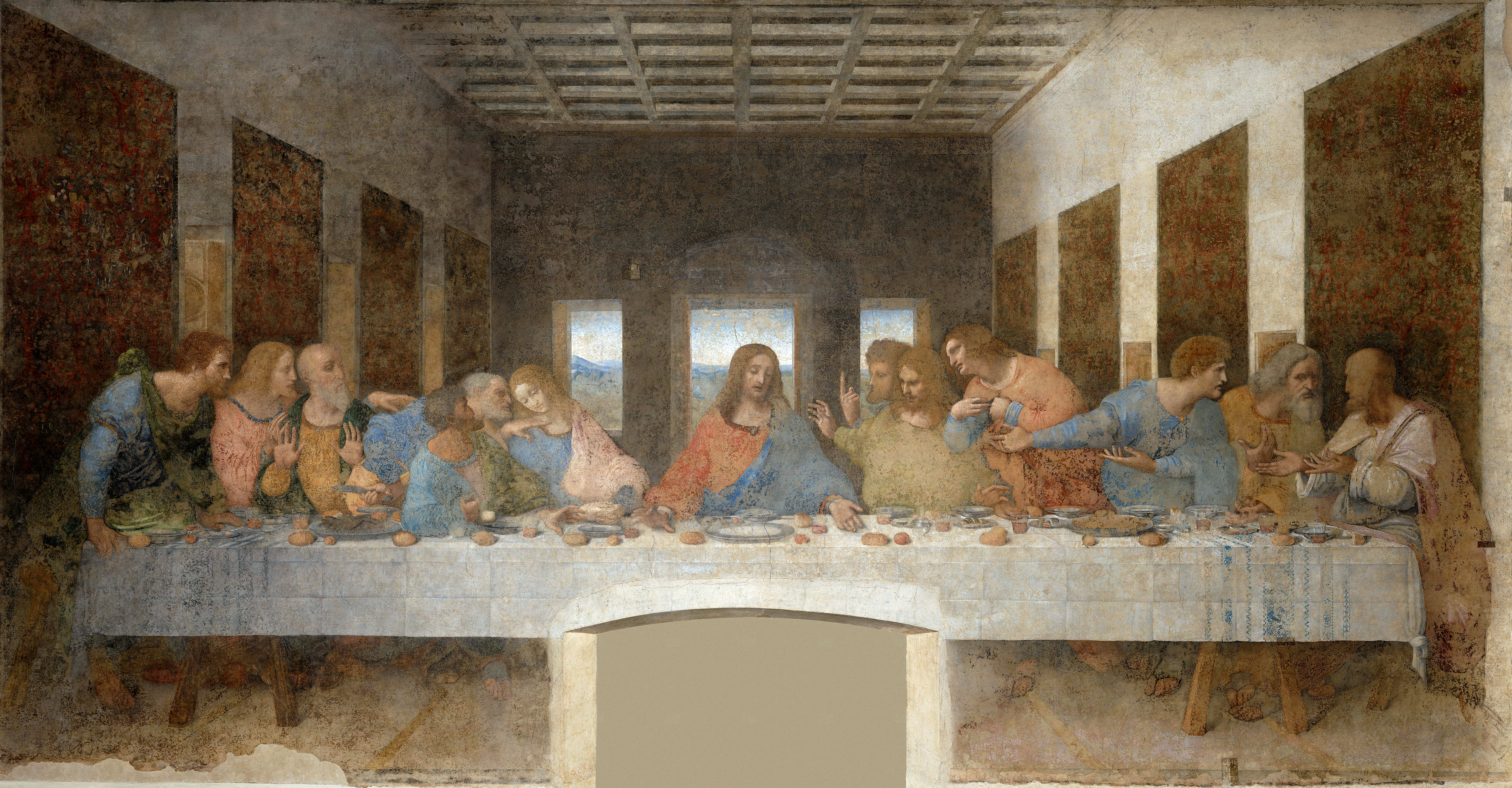
Im Buch karikiert: Da Vincis Abendmahl

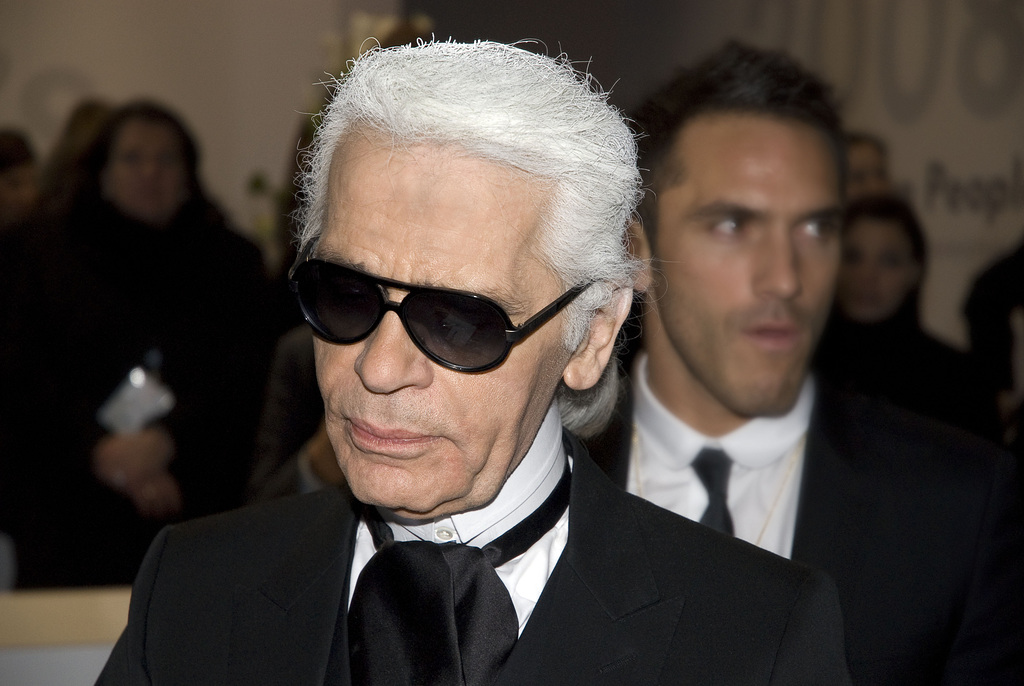
Karl Lagerfeld, im Buch ein Schneider mit „dämliche[r] Brille“

Das Leben des Jesus widmet sich im Rahmen einer Bildergeschichte dem vermeintlichen Leben Jesu. Zu den Bildern gibt es sparsam Textpassagen. Das Buch ist unpaginiert und umfasst 40 Seiten mit 41 Illustrationen. Das Cover zeigt einen entspannt lächelnden und stark leuchtenden Jesus, der das Peace-Zeichen zeigt und mit der linken Hand sein Gewand so aufhält, dass die linke Brust sichtbar wird.
Haderer geht humoristisch auf mehrere Episoden aus dem Leben Christi ein, die im Neuen Testament zu finden sind. Die Oberösterreichischen Nachrichten schrieben analog zum Neuen Testament auch vom „Neue[n] Buch Haderer“. Neben zwei Heilungswundern (Tochter des Reichen, blinder Schneider) werden der Gang über den See Genezareth (eigentlich eines der Rettungswunder), die wundersame Fischvermehrung (Speisung der 5000), die Wandlung von Wasser zu Wein (vgl. Hochzeit zu Kana), das Abendmahl Jesu und schließlich Christi Himmelfahrt aufgegriffen. Nicht erwähnt werden die Kreuzigung und Auferstehung Jesu Christi und damit eine der zentralen Botschaften des Christentums.
Haderer habe das Jesus-Thema „im Geiste von Monty Python“ behandelt, so profil. Der Tagesspiegel sah im Titel des Buches eine Anspielung auf den Monty-Python-Film Das Leben des Brian. Laut Haderer liege der Fokus der Geschichte und das Ziel seiner Kritik nicht bei der Figur des Jesus, sondern bei den profitgierigen Jüngern. Die Hauptfrage, die sich aus dem Buch ergebe, laute laut Haderer „Wie weit ist die real existierende Kirche von ihrer Basis entfernt?“
Ein das Buch durchziehender Aspekt ist außerdem die Wirkung des Weihrauchs auf die Figur des Jesus, die auf der letzten Buchseite mit dem berauschenden Wirkstoff Tetrahydrocannabinol (THC) erklärt wird. Die These, dass THC in Weihrauch enthalten ist, geht auf Dieter Martinetz’, Karlheinz Lohs’ und Jörg Janzens 1988 erschienenes Buch Weihrauch und Myrrhe zurück. Die Wissenschaftler stellten die These auf, dass durch die Verbindung von Olivetol (5-Pentylresorcin) und Verbenol beim Verbrennen THC entstehen könnte. Ein Beweis der These steht jedoch trotz zahlreicher Untersuchungen aus.
Die Oberösterreichischen Nachrichten stellten fest, dass man abseits vom Plakativen der Geschichte – unter anderem die Darstellung Jesu als kiffenden Hippie – über die „virtuose Zeichenkunst“ Haderers staune, die zahlreichen „Querverweise aus der Kunstgeschichte“ und die „Zitate… aus der heimischen Polit- & Religionsszene“, mit denen „die Abgründe menschlicher Gier“ entlarvt werden. In der Darstellung des Abendmahls karikiert Haderer Leonardo da Vincis Werk Das Abendmahl. Die Reihung dreier Bilder zum Fischwunder gleicht wiederum einem „altarbildähnlichen Triptychon“. Viele der Zeichnungen werden durch moderne Alltagsgegenstände, wie Sonnenschirme, Gummiente und Sänften-Parkschild, zusätzlich überzeichnet. In den Zeichnungen weisen zudem verschiedene Figuren Ähnlichkeit mit bekannten Persönlichkeiten auf: Der blinde Schneider mit der „dämliche[n] Brille“ ist Karl Lagerfeld. Der erste Jünger an Jesus’ Seite hat Ähnlichkeit mit dem damaligen österreichischen Bundeskanzler Wolfgang Schüssel. Im Himmel sitzen neben Jesus auch John Lennon, Jimi Hendrix, Bob Marley, Brian Jones und Janis Joplin und damit Künstler, die zu früh und eines unnatürlichen Todes gestorben sind.
Haderer ergänzt die Zeichnungen mit einem erzählenden Text, in dem biblischer und legendenhafter Stil, Alltagsjargon und Verballhornungen miteinander abwechseln.

## Veröffentlichung

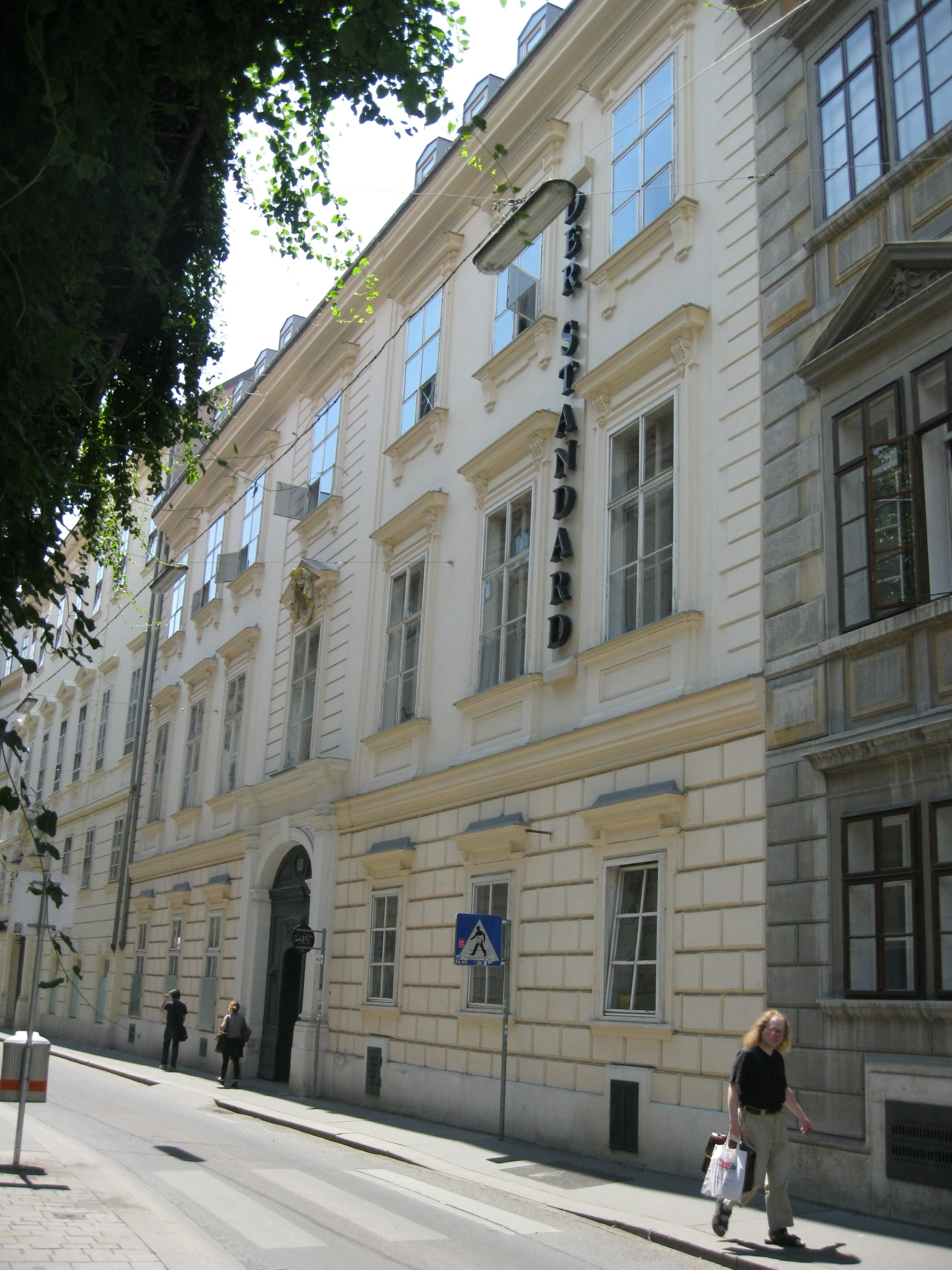
Palais Trauttmansdorff in Wien, Ort der Buchpräsentation

profil druckte als erste Zeitschrift bereits am 25. Februar 2002 einige der Zeichnungen mit zugehörigem Text vorab ab. Die Vorveröffentlichung sorgte kaum für Diskussionen in Kirchenkreisen, unter anderem da die katholische Kirche Oberösterreichs bis zur Veröffentlichung des Buchs keine offizielle Stellungnahme abgeben wollte. Christoph Niemand, Professor für Neues Testament an der Katholisch-Theologischen Privatuniversität in Linz, befand Ende Februar 2002 mit Bezug auf die Veröffentlichung in profil, dass „die Darstellung Haderers nicht wahnsinnig tiefschürfend und auch nicht provozierend im theologischen Sinn ist, sie bleibt eher an der Oberfläche mit ihrem witzigen, schrägen Jesusbild“. Er wies zudem darauf hin, dass es „für Christen kein Problem sein [sollte], wenn auch von nicht-kirchlicher Seite Jesusbilder gestaltet werden, die bewusst verfremden“.
Die offizielle Buchpräsentation des Verlags Ueberreuter fand am 7. März 2002 in Anwesenheit von Haderer im Palais Trauttmansdorff in Wien statt. Als Laudator fungierte Robert Menasse. Die Veröffentlichung des Buches erfolgte dabei bewusst kurz vor Ostern und wurde vom Verlag auch entsprechend beworben. Kurz nach der Veröffentlichung in Österreich wurde Das Leben des Jesus auch in Deutschland herausgebracht; die Buchpräsentation fand dabei in München statt.
Für das Weihnachtsgeschäft 2002 wurde das Buch in zwei Sonderausgaben veröffentlicht. Es erschienen eine Ganzleinenversion im Schuber mit Goldprägung und Karikatur im Offsetdruck (1000 Exemplare) sowie eine Luxusausgabe in weinrotem Ziegenleder mit signierter und nummerierter Karikatur im Kunstsiebdruck (120 Exemplare). Bei der beiliegenden Karikatur handelte es sich um eine neue Zeichnung Haderers mit dem Titel Kardinal Christoph Schönborn schnüffelt am Weihrauchkessel.

## Rezeption

### Reaktionen im Inland

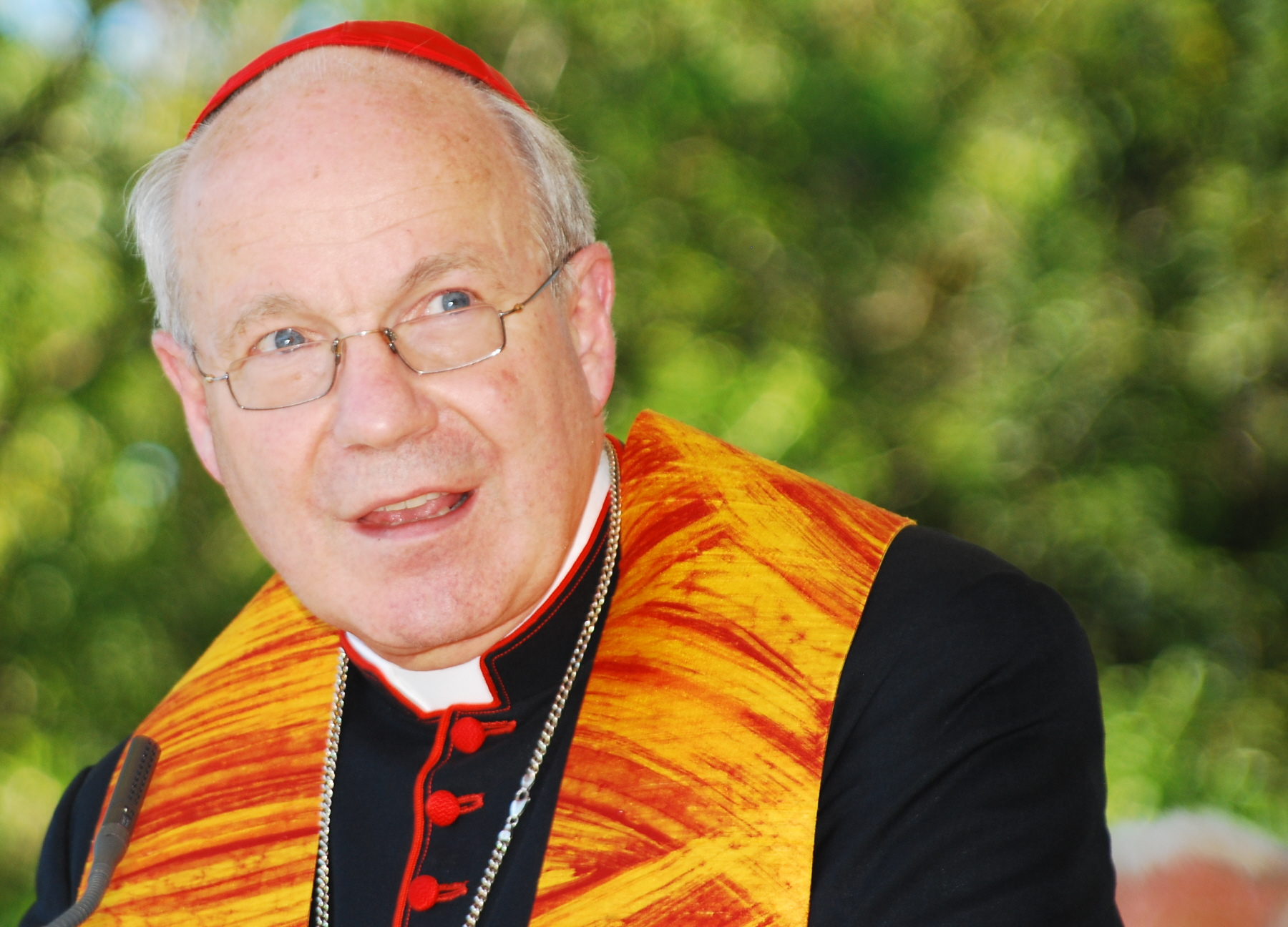
Kardinal Christoph Schönborn, ein Kritiker des Buches

Kardinal Christoph Schönborn, Erzbischof von Wien, kritisierte am 16. März 2002 Das Leben des Jesus in einem Gastkommentar in der Presse scharf und veröffentlichte den Kommentar kurz darauf zudem im Boulevardblatt Kronen Zeitung erneut. Er nannte das Buch eine „Spottschrift“ und eine Biografie, in der „alles aufs Primitivste lächerlich gemacht“ werde, und forderte von Haderer eine Entschuldigung bei den gläubigen Mitbürgern. Haderer bezeichnete die Kritik am selben Tag als „Sturm im Wasserglas“ und machte deutlich, dass seine Kritik im Buch vor allem den Kirchenoberen, nicht jedoch der Figur Jesus von Nazareth gelte. Zudem veröffentlichte er in profil eine Karikatur, in der er als Schuljunge bei einer Strafaufgabe an der Tafel hundertmal schreibt, dass er „Bischof Schönborn nicht verarschen“ dürfe.
Schönborns Kritik fand ein breites Medienecho. Günter Traxler konstatierte im Standard, dass mit Schönborns Kommentar „ein Fundamentalismus, wie er sonst nur noch in gemäßigten Koranschulen gepflegt wird, den Sieg über einige Krebsübel der westlichen Gesellschaft davongetragen [hat], so da sind Freiheit der Kunst und Recht auf freie Meinungsäußerung.“ Er verglich Schönborns Kommentar mit einer Fatwa gegen Haderer. Die Österreichische Bischofskonferenz, deren Vorsitzender Schönborn war, kritisierte das Buch nach Abschluss ihrer Frühjahrsvollversammlung und sah in ihm einen Angriff auf die „Fundamente der Demokratie“. Grünen-Politikerin Eva Glawischnig kritisierte die Stellungnahme als „falsche[s] Verständnis von Demokratie. Zum Fundament der Demokratie gehören die Grundrechte und damit die Freiheit der Kunst.“ Der Weihbischof von Salzburg Andreas Laun befand rückblickend, dass man die Empörung über das Buch von katholischer Seite nicht hätte hochspielen sollen, so hätte er selbst das Buch wahrscheinlich ignoriert, „aber wenn Kardinal Schönborn so eine klare und mutige Stellungnahme abgegeben hat, ist das gut, aber auch genug“. Er zog dennoch gleichzeitig einen Vergleich zur NS-Zeit und sah in den Zeichnungen eine Gefährdung des öffentlichen Friedens: „Die Verächtlichmachung der Religion führt sehr schnell zu einer aggressiven Grundeinstellung, der nächste Schritt ist dann die Verfolgung. Auch die Nazis haben so begonnen und Jesus als ‚Jammerlappen am Kreuz‘ verhöhnt.“
Michael Neureuter, Geschäftsführer des katholischen BibliotheksWerks, kritisierte das Buch als „bedenklich und beleidigend“, während das Erzbischöfliche Amt für Unterricht der Erzdiözese Wien einen zukünftigen Boykott der Werke des Ueberreuter Verlags durch die katholischen Schulen der Erzdiözese ankündigte. Ex-Politiker Stephan Tull (SPÖ) forderte den Bundesminister für Justiz, Dieter Böhmdorfer, in einem offenen Brief zu einer strafrechtlichen Prüfung der Publikation auf. Mehrere Privatpersonen erstatteten Strafanzeige gegen Haderer wegen „Herabwürdigung religiöser Lehren“ (§ 188 StGB), die jedoch von der Staatsanwaltschaft Wien wegen mangelnder Tatbestandsmäßigkeit nicht weiterverfolgt wurden. Zudem kam es zu Protesten in Buchhandlungen, die das Buch zum Verkauf anboten.
Ende März veröffentlichten Gerhard Ruiss und Nils Jensen von der IG Autorinnen Autoren eine Erklärung mit dem Titel Aufforderung zur Beendigung der Kampagne gegen Gerhard Haderer und den Ueberreuter Verlag, in der sie sich mit Haderer solidarisch zeigten. Der evangelische Superintendent von Oberösterreich, Hansjörg Eichmeyer, wertete die Verspottung Jesus’ als eine normale „Begleiterscheinung des Glaubens“, die seit jeher Teil der Kirchengeschichte sei. Die evangelische Superintendentin Gertraud Knoll sah ihm Buch keine Verspottung der Jesus-Figur, zumal Satire keine historisch-kritische Auslegung sei.

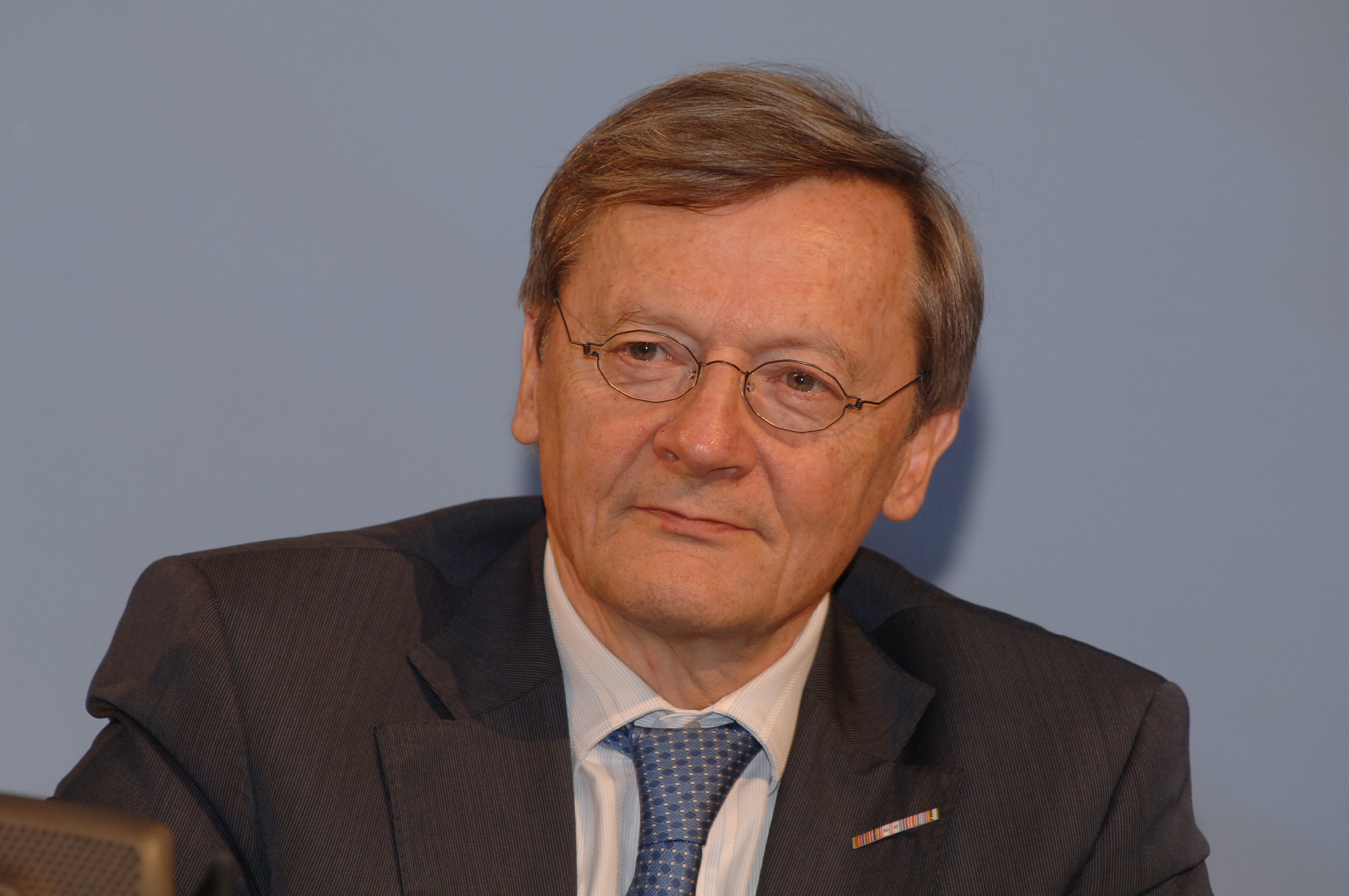
Wolfgang Schüssel, der die Karikaturen des Buches „Schundzeichnungen“ nannte

Der damalige österreichische Kanzler Wolfgang Schüssel befand, dass mit dem Buch „klare Grenzen […] überschritten“ wurden, und nannte die Karikaturen „Schundzeichnungen“. Dies sorgte für eine erneute Kontroverse, so verglichen die Oberösterreichischen Nachrichten die Kampagne gegen Haderer mit jener gegen Thomas Bernhards Heldenplatz, in die sich 1988 ebenfalls die Politik eingemischt hatte. Durch Schüssels Äußerung seien zudem „die alten Klischees wieder hochgekotzt worden: der Künstler als Nichtkönner; der Künstler als Nestbeschmutzer; der Künstler als Produzent der Geschmacklosigkeit; der Künstler als Schöpfer von Fadesse und Banalität.“ Schüssel selbst war unfreiwillig ebenfalls von den negativen Reaktionen auf das Haderer-Buch betroffen: Vom Boykott des Ueberreuter Verlags durch das Erzbischöfliche Amt für Unterricht waren aus Mangel an Schulbüchern des Verlags ausgewählte Werke betroffen, darunter Das rotweißrote Weltkugelbuch, für das Schüssel die Zeichnungen angefertigt hatte. Infolge des Boykotts stiegen die Verkaufszahlen des Buches sprunghaft an.

### Reaktionen im Ausland

#### Im deutschsprachigen Ausland
In Deutschland war die Reaktion auf das Buch verhalten, was der Sprecher des Erzbistums Köln Manfred Becker-Huberti darauf zurückführte, dass es in Deutschland bereits zahlreiche ähnliche Skandale gegeben habe. Die katholische Deutsche Bischofskonferenz verzichtete auf eine Stellungnahme, um dem Buch nicht noch mehr Aufmerksamkeit zu verschaffen. Lediglich ein Bericht der ARD-Sendung Report aus München sorgte für Irritationen. In der Sendung warf der beim Bayerischen Rundfunk arbeitende Markus Rosch Haderer vor, im Buch nicht nur Christus, sondern auch Behinderte zu verhöhnen. Die Tageszeitung schrieb daraufhin, Rosch habe es geschafft, „das österreichische Christengejaule mit einer besonders schmierigen deutschen Variante noch zu überbieten.“
Stärker rezipiert wurde hingegen die österreichische Auseinandersetzung mit dem Buch, so schrieb die Rheinische Post: „Haderer hat eher ein mehr oder minder witziges Märchenbuch gezeichnet und geschrieben als ein ketzerisches Werk. Doch für derlei künstlerische Freiheit hat die katholische Kirche in der Alpenrepublik, seit Jahren wieder auf fundamentalistischem Kurs, kein Verständnis.“ „Mit heiligem Ernst und in zunehmend skurrileren Dimensionen wird […] darüber gestritten, ob es Haderer überhaupt erlaubt sei, eine unautorisierte Biografie des Herrn zu schreiben“, schrieb Die Tageszeitung, während die Frankfurter Rundschau konstatierte, dass in Österreich mal wieder aus einer Lappalie ein „handfeste[r] ‚Skandal‘“ gemacht werde. Eine Rezeption der Streitigkeiten erfolgte ab Anfang April in Kurzartikeln auch in der Schweiz.

#### In der Tschechischen Republik
In der Tschechischen Republik wurde Das Leben des Jesus unter dem Titel Život Ježíše durch den Verlag Fragment veröffentlicht. Im Jänner 2004 erstattete Jiří Karas, Abgeordneter der Křesťanská a demokratická unie – Československá strana lidová (Christdemokratische Volkspartei, KDU-CSL), mit 15 weiteren Personen Anzeige gegen den Verlag wegen Verspottung christlicher Symbole. Anfang März 2004 wurde die Anzeige abgelehnt, da es sich beim Werk um zulässige Satire handele.

#### In Griechenland
Das Leben des Jesus wurde in Griechenland durch den Verlag Ekdoseis Oxy unter dem Titel Η ζωή του Ιησού veröffentlicht. Am 25. Februar 2003 wurde das Buch durch die Polizei beschlagnahmt, aus den Buchhandlungen entfernt und durch die Athener Staatsanwaltschaft verboten. Es war der erste derartige Fall in Griechenland seit der Beschlagnahmung eines Buches von Marquis de Sade im Jahr 1981. Vorausgegangen waren heftige Reaktionen auf das Buch vor allem in Boulevardzeitungen, die eine gerichtliche Auseinandersetzung verlangt hatten. Zeitungen wie Eleftherotypia und Kathimerini kritisierten, dass das Gericht dem Druck der Boulevardblätter nachgegeben hätte, und beriefen sich auf die Freiheit des Wortes und der Kunst. Die Synode der Kirche Griechenlands unterstützte das Verbot des Buches, während 20 Verleger die Beschlagnahmung des Buches gerichtlich prüfen lassen wollten.
Gegen den Verlagsinhaber von Oxy, den Übersetzer des Buches, mehrere Buchhändler sowie gegen Gerhard Haderer wurde ein Verfahren wegen Religionsbeleidigung eingeleitet, das am 18. Dezember 2003 eröffnet und zunächst auf Anfang März 2004 vertagt wurde. Erst am 19. Jänner 2005 erfolgte der Urteilsspruch durch das Vierte Dreirichter-Strafkammergericht Athen: Während der Verlag, Übersetzer und die vier Buchhändler freigesprochen wurden, wurde Haderer in Abwesenheit wegen Verletzung des öffentlichen Anstandes zu sechs Monaten Haft bzw. ersatzweise einer Geldstrafe in Höhe von 1600 Euro verurteilt. Der Urteilsspruch sorgte für Empörung und große Solidarität mit Haderer. Ein unter dem Titel Freiheit für Kunst, Freiheit für Haderer erschienener Protestbrief gegen den Angriff auf die Kunstfreiheit wurde von 138 Karikaturisten, Illustratoren, Verlegern und Autoren weltweit unterzeichnet. Die Zahl der Unterzeichner wuchs bis Ende März auf über 1000. Zu den Unterzeichnern gehörten unter anderem Rudi Klein, Michael Pammesberger, Til Mette, Olav Westphalen, Elfriede Jelinek, Marlene Streeruwitz, Erwin Steinhauer, Josef Hader und Peter Turrini. Der OSZE-Medienbeauftragte Miklós Haraszti kritisierte Haderers Verurteilung, die nicht mit den „Prinzipien der Pressefreiheit der OSZE [zu] vereinbaren“ sei; die South East Europe Media Organisation forderte die Aufhebung des Urteils. Die österreichische EU-Abgeordnete Maria Berger brachte Anfang April eine Resolution im Europäischen Parlament zum Fall Haderer ein.
Im Vorfeld der Berufungsverhandlung solidarisierte sich der Athener Journalistenverband mit Haderer und forderte seinen Freispruch. Griechische Medien bezeichneten das erstinstanzliche Urteil als Schande für ihr Land. In der Berufungsverhandlung am 13. April 2005 wurde Haderer freigesprochen und auch die Beschlagnahmung des Buches aufgehoben. Doris Knecht kritisierte, wie auch andere Medienvertreter und Grünen-Abgeordneter Karl Öllinger, die österreichische Regierung und Kanzler Schüssel, die sich während des Verfahrens bedeckt gehalten und keine Stellungnahme abgegeben hätten. Dies sei umso unverständlicher, da Schüssel sich im Vorfeld aktiv in die Buchkritik eingebracht und damit auf die Seite der Kirche gestellt hatte. Knecht fasste zusammen: „Dass sich zwar die Kirche auf den Schutz und die Unterstützung durch den österreichischen Staat verlassen kann, nicht aber ein frecher österreichischer Künstler im Ausland, überrascht niemanden mehr. Aber es macht ein bisschen Angst.“
Besondere Bedeutung kam dem Fall Haderer im Zusammenhang mit dem damals neuen EU-Haftbefehl zu, so war er der erste Künstler, gegen den ein derartiger Haftbefehl im Fall einer zweitinstanzlichen Verurteilung theoretisch hätte vollstreckt werden können. Dies sorgte auch international für Aufsehen. In Deutschland, wo zum Zeitpunkt der Revisionsverhandlung Haderers gerade über die Rechtmäßigkeit des EU-Haftbefehls befunden wurde (das Gesetz wurde am 18. Juli 2005 als verfassungswidrig und nichtig erklärt und erst 2006 neu verabschiedet) galt Haderers Verhandlung als „spektakuläre[r] F[a]ll…“ und als Beispiel, warum der deutsche Staat gerade versuche, „die Deutschen besser als bisher vor dem Zugriff aus EU-Ländern [zu] schützen“. Selbst bei einer Verurteilung hätte Haderer jedoch nicht nach Griechenland ausgeliefert werden müssen, da es sich um ein Bagatelldelikt handelte und in Österreich bis 2009 eine Übergangsfrist galt, in der ein EU-Haftbefehl nicht vollstreckt wurde.

### Verkaufszahlen
Zwar hatte der Verlag mit guten Verkaufszahlen des Buches gerechnet – von Haderers erstem und bis dahin einzigen Comic Jörgi, der Drachentöter waren 40.000 Exemplare abgesetzt worden – doch waren die ersten Reaktionen auf das Buch verhalten gewesen. Das Buch war auf dem Cover des Verlags-Frühjahrsprospekts als Aufmacher zu sehen, hatte jedoch keine Reaktionen hervorgerufen. Auch die Reaktionen auf den Vorabdruck in profil waren gering. Einzelne Buchhändler berichteten, dass der Bestand wegen fehlender Nachfrage teilweise an den Verlag zurückgegangen sei. Erst Schönborns Kritik sorgte für einen sprunghaften Anstieg der Verkaufszahlen. Ende März 2002 war die Erstauflage von 50.000 Exemplaren bereits vergriffen, sodass 15.000 Exemplare nachgedruckt wurden. Ende April war die vierte Auflage erschienen, wobei zwischen 80.000 und 100.000 Exemplare des Buchs verkauft worden waren. Zudem wurde über Lizenzverträge mit ca. 20 Ländern verhandelt. Das Buch erschien schließlich unter anderem in Südkorea, Frankreich, der Tschechischen Republik, Ungarn und Griechenland.
Auf der österreichischen Buch-Bestsellerliste des Jahres 2002 rangierte Das Leben des Jesus im Bereich Sachbuch auf Platz 7.

## Ausstellungen
Vom 20. April bis 2. Juni 2002 war in der Galerie für Komische Kunst Caricatura im Kulturbahnhof Kassel eine Ausstellung zum Buch Das Leben des Jesus zu sehen. Aufgrund einer Bombendrohung fand die Eröffnung unter besonderem Schutz statt. Im Rahmen des 3. Black Humour Festivals in Linz widmeten sich die Veranstalter am 11. Mai 2002 mit einer Haderer-Hommage dem Buchskandal. Vom 1. Dezember 2002 bis 29. Jänner 2003 zeigte das Wilhelm-Busch-Museum in Hannover unter dem Titel Das Leben des Jesus. Gerhard Haderer ebenfalls die Zeichnungen des Buches.
Vom 28. März bis 7. November 2004 widmete das Karikaturmuseum Krems Haderer unter dem Titel Absolut Haderer eine Retrospektive. Im Rahmen der Ausstellung waren auch Originale aus Das Leben des Jesus sowie Skizzen und Vorstudien zum Buch zu sehen.

## Ausgaben
- Das Leben des Jesus. Gebundene Ausgabe. Carl Ueberreuter Verlag, Wien 2002, ISBN 3-8000-3863-3.
- Das Leben des Jesus. Leinenausgabe. Carl Ueberreuter Verlag, Wien 2002, ISBN 3-8000-3865-X.
- Das Leben des Jesus. Luxusausgabe. Carl Ueberreuter Verlag, Wien 2002, ISBN 3-8000-3866-8.